# Between
Between è una serie televisiva di fantascienza canadese che ha debuttato il 21 maggio 2015 su Citytv e Netflix. In Italia la prima stagione è stata pubblicata su Netflix il 22 ottobre 2015, mentre la seconda stagione il 1º luglio 2016.

## Trama
Protagonista della serie, ideata da Michael McGowan, è Jennette McCurdy, interprete di Wiley Day, una ragazza incinta che vive nella città di Pretty Lake, dove una misteriosa malattia ha ucciso tutti coloro che hanno più di 22 anni.

## Episodi
In Canada, la prima stagione della serie è andata in onda dal 21 maggio al 25 giugno 2015, mentre la seconda è trasmessa a partire dal 30 giugno 2016.
In Italia la prima stagione della serie è stata pubblicata da Netflix il 22 ottobre 2015, mentre la seconda stagione è stata pubblicata il 1º luglio 2016.
| Stagione         | Episodi | Prima TV Canada | Pubblicazione Italia |
| ---------------- | ------- | --------------- | -------------------- |
| Prima stagione   | 6       | 2015            | 2015                 |
| Seconda stagione | 6       | 2016            | 2016                 |